# Villiersdorp
Villiersdorp è una cittadina sudafricana situata nell'Overberg nella provincia del Capo Occidentale.
La località ha essenzialmente un carattere rurale ed una vocazione agricola data la mitezza del clima e la fertilità del terreno.